# Челябинский филиал РАНХиГС
Челябинский филиал РАНХиГС — филиал Российской академии народного хозяйства и государственной службы при Президенте Российской Федерации (ЧФ РАНХиГС) — высшее учебное заведение в Челябинске. До реорганизации в 2010 году назывался Челябинский институт Уральской академии государственной службы.

## История

### Челябинский филиал Уральского кадрового центра (1992-1998)
В 1991 году постановлением Правительства РСФСР на базе высших партийных школ были открыты кадровые центры, в том числе Уральский кадровый центр в Екатеринбурге. 1 июля 1992 года был создан его филиал в Челябинске.
Днём основания Челябинского института Уральской академии государственной службы считается 26 октября 1992 года. Первый период существования филиала был особенно сложным: сотрудникам всё приходилось начинать с нуля. Учебное заведение размещалось в здании на улице Энтузиастов, 11 и предлагало получить высшее образование по специальностям "Менеджмент организации", "Государственное и муниципальное управление" и "Юриспруденция". Основным местом размещения филиала в 90-х годах было здание Центра научно-технической информации (ЦНТИ) на улице Труда, 157. Учебные аудитории располагались на втором и третьем этажах.

### Челябинский институт Уральской академии государственной службы (1998-2010)
В 1998 году Челябинский филиал Уральского кадрового центра переименован в филиал Уральской академии государственной службы в г. Челябинске. В период с 1998 по 2004 год вуз претерпел значительную трансформацию структуры и материально-технической базы. В 2001 году академии на безвозмездной основе было передано трёхэтажное здание бывшей школы №111 на ул. Комарова, 26, в котором в настоящий момент располагается первый корпус. В здании был проведён ремонт. Первые занятия в новом помещении стали проводиться в мае 2002 года.
В 2003 году филиал УрАГС в Челябинске переименован в Челябинский институт (филиал) Уральской академии государственной службы. В сентябре 2004 года вузу было выделено здание бывшей среднеобразовательной школы рабочей молодежи №112, расположенной по адресу улица Бажова, 121а. В настоящий момент там располагается Центр обеспечения деятельности образовательных организаций г. Челябинска.
Территория вуза продолжала благоустраиваться - облагорожены подъезды к зданию, южный вход украшен ажурными столбами с фонарями, устроена дополнительная парковка. На заднем дворе обустроили сквер, где появились каменные дорожки и 15 уссуриских груш. Возникла традиция посадки деревьев выпускниками вуза. В 2009 году завершена реконструкция цокольного этажа.

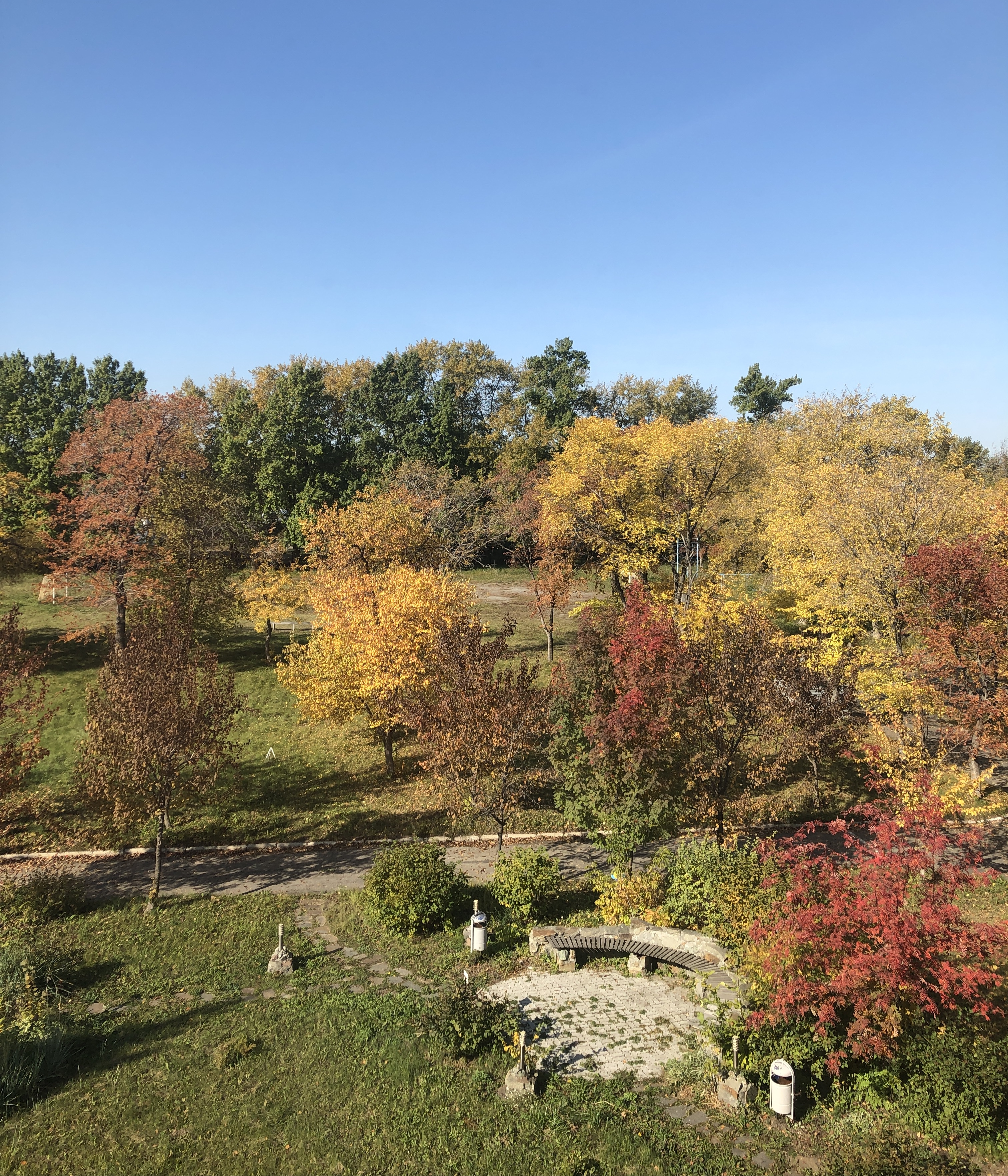
Сквер за первым корпусом ЧФ РАНХиГС

### Челябинский филиал РАНХиГС — c 2010 года
23 сентября 2010 года вышло распоряжение Правительства РФ, согласно которому Челябинский институт (филиал) УрАГС реорганизован в Челябинский филиал «Российской академии народного хозяйства и государственной службы».
В 2011 году филиалу были выделены 3 и 4 этаж профессионального училища по адресу Комарова, 41. Это позволило увеличить количество учащихся очной формы. В 2012 году распоряжением правительства Челябинской области филиалу полностью передано здание бывшего училища. Был проведён капитальный ремонт на всех этажах - в аудиториях, актовом и большом спортивном зале, столовой. Стоимость ремонтных работ оценивалась в 37 миллионов рублей. Расширение учебных площадей дало возможность отказаться от аренды помещений в других местах города. Ныне Челябинский филиал РАНХиГС расположен в двух соседних зданиях.

## Структура
Филиал размещается в двух учебных корпусах. Имеется два актовых зала, большой спортивный зал, столовая, буфет, библиотека, множество компьютерных классов, большинство из которых имеет выход в Интернет. Студенты и преподаватели имеют доступ к бесплатному Wi-Fi на территории учебных корпусов.
В состав входят 2 факультета и 8 кафедр:
- Факультет управления
- Факультет экономики и права
- Кафедра частного права
- Кафедра публичного права
- Кафедра экономики, финансов и бухгалтерского учета
- Кафедра математики, информатики и естественно-научных дисциплин
- Кафедра государственного управления, правового обеспечения государственной и муниципальной службы
- Кафедра лингвистики и профессиональной коммуникации
- Кафедра политологии, истории и философии
- Кафедра экономики и менеджмента

## Руководители
С 1992 по 2020 год директором Челябинского филиала РАНХиГС являлся профессор, доктор политических наук Зырянов Сергей Григорьевич.
C 2020 года директором назначен кандидат политических наук Алдошенко Евгений Викторович.

## Деятельность
Президентская академия специализируется на подготовке государственных и муниципальных служащих, а также специалистов различных сфер экономики. Программа филиала "Государственное и муниципальное управление" входит в рейтинг "Лучших образовательных программ инновационной России - 2020". Также на территории Челябинской области осуществляет подготовку специалистов по программам профессиональной переподготовки в области экономики и управления в рамках реализации Президентской программы подготовки управленческих кадров.
Специалисты лаборатории прикладной политологии и социологии Челябинского филиала РАНХиГС регулярно проводят социологические исследования. Например, результаты опроса о неожиданной смене власти Челябинской области получили огласку в ТАСС.
С 2003 года филиал академии издаёт научный журнал "Социум и власть", посвящённый проблемам государственного и муниципального управления, философии, социологии, политологии, юриспруденции, экономики и менеджмента. В 2018 году журнал "Социум и власть" включен в Перечень ВАК - ведущих рецензируемых научных журналов.

## Известные выпускники
Елистратов, Владимир Алексеевич - глава Челябинска (2019).
Котова, Наталья Петровна - глава Челябинска (2019 — 2024).
Жилин, Вячеслав Анатольевич - глава городского округа Златоуст (2012 — 2019).
Барышев, Андрей Викторович - депутат Государственной Думы VII созыва.

## Рейтинги
В 2017 году Челябинский филиал РАНХиГС стал лидером рейтинга бизнес-школ Челябинска.
В 2019 году компанией HeadHunter был проведён анализ крупнейших вузов УрФО, готовящих руководителей высшего звена, согласно которому Челябинский филиал РАНХиГС занял второе место на Южном Урале, немного уступив ЮУрГУ.
По результатам мониторинга НИУ ВШЭ Челябинский филиал РАНХиГС занял первое место в регионе по качеству бюджетного приёма в 2018, в 2019 и 2020 году.